# Paracnemis secundaris
Paracnemis secundaris – gatunek ważki z rodziny pióronogowatych (Platycnemididae). Znany jest tylko z holotypu odłowionego w 1960 roku w Beraty w północnym Madagaskarze.